# 후쿠시마역 (한신 전기철도)
후쿠시마역(일본어: 福島駅, ふくしまえき)은 일본 오사카부 오사카시 후쿠시마구에 있는 한신 전기철도의 역이다. 역 번호는 HS 02이다.
보통, 구간급행 정차역이다.

## 이용 가능 철도 노선
- 서일본여객철도(JR 서일본)
  - 오사카 순환선(후쿠시마 역)
  - JR 도자이 선(신후쿠시마역)
- 게이한 전기철도
  - 나카노시마 선(나카노시마역)

본 역 도착 시에는 어느 노선의 환승 안내가 이루어지는 것은 아니지만 역 출입구 안내에는 각 역에의 가장 가까운 출입구가 표시되고 있다.

## 역 구조
상대식 승강장 2면 2선의 지하역이다. 승강장 유효 길이는 8량 편성분이지만, 정비 및 공용되는 것은 6량 편성분이다. 분기기, 절대 신호가 없어 정류장으로 분류된다. 개찰구는 동서로 각 1개소씩 설치되어 있는데 두 개찰구는 지하 1층 대합실로 연결되고, 승하차 인원에 비해서는 개찰 내 큰 공간을 갖고 있다. 한신 전기철도 개업 100주년의 해에는 당시 데이리바시 역을 재현한 모형이 전시되기도 했었다.
본 역의 도착 전에 차내 방송에서는 "다음은 후쿠시마 락사 더 오사카, 호텔 한신 앞"으로 안내되고 있다. 역명판에도 "래그 더 오사카 앞" 부역명 표기가 있었지만 새 디자인 역명판 도입에 따라 이 표기는 사라졌다.
지상역사 철거지에는 호텔 한신, 지상 선로의 철거지에는 파출소와 상업 빌딩이 들어섰다.
ICOCA, PiTaPa, 스루카 KANSAI 대응의 각종 카드 이용이 가능하다.

### 승강장
| 승강장 | 노선   | 방향 | 행선                                             |
| ------ | ------ | ---- | ------------------------------------------------ |
| 북     | ■ 본선 | 상행 | 우메다 방면                                      |
| 남     | ■ 본선 | 하행 | 아마가사키・고베 (산노미야)・아카시・히메지 방면 |

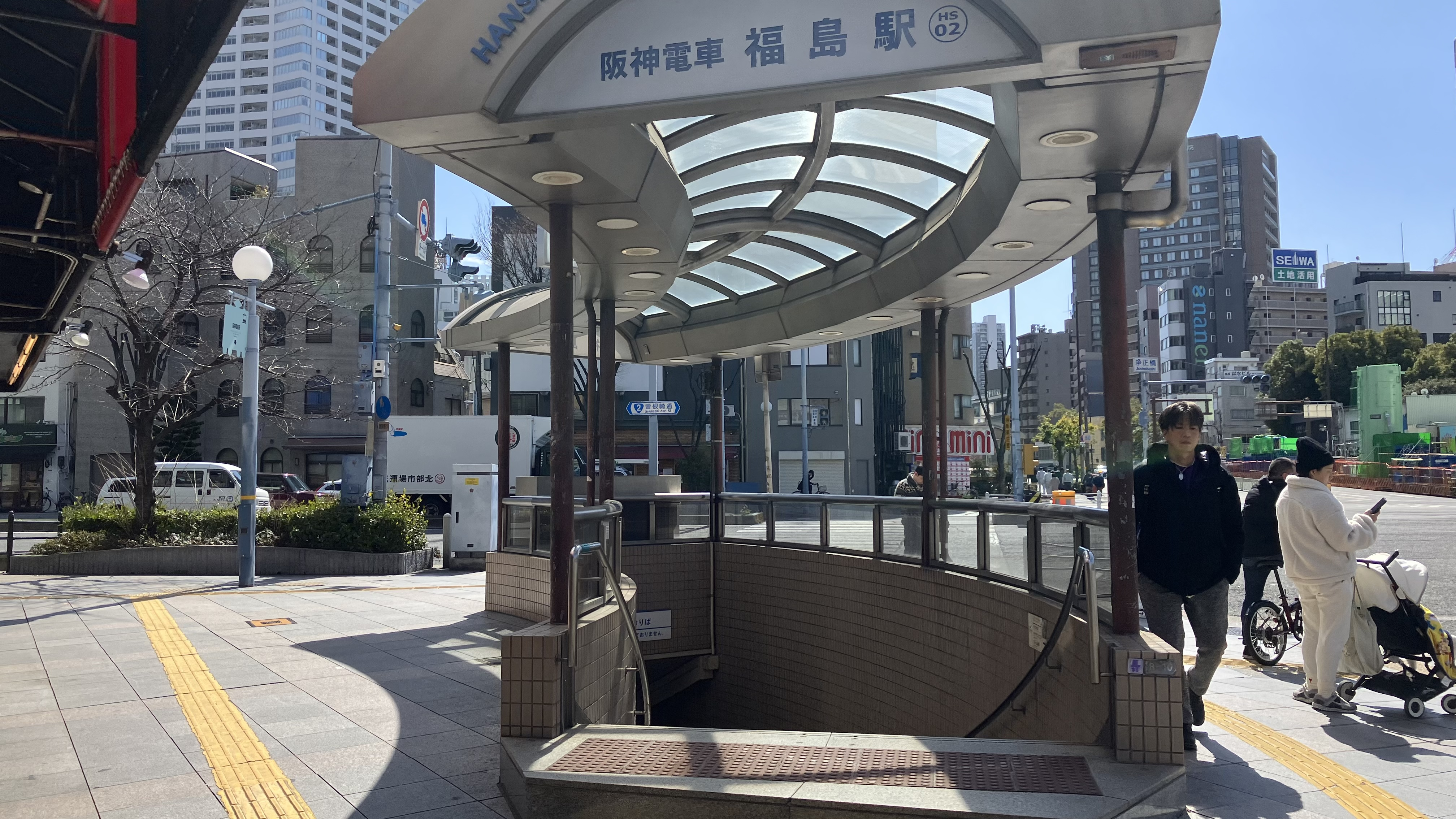
2번 출입구
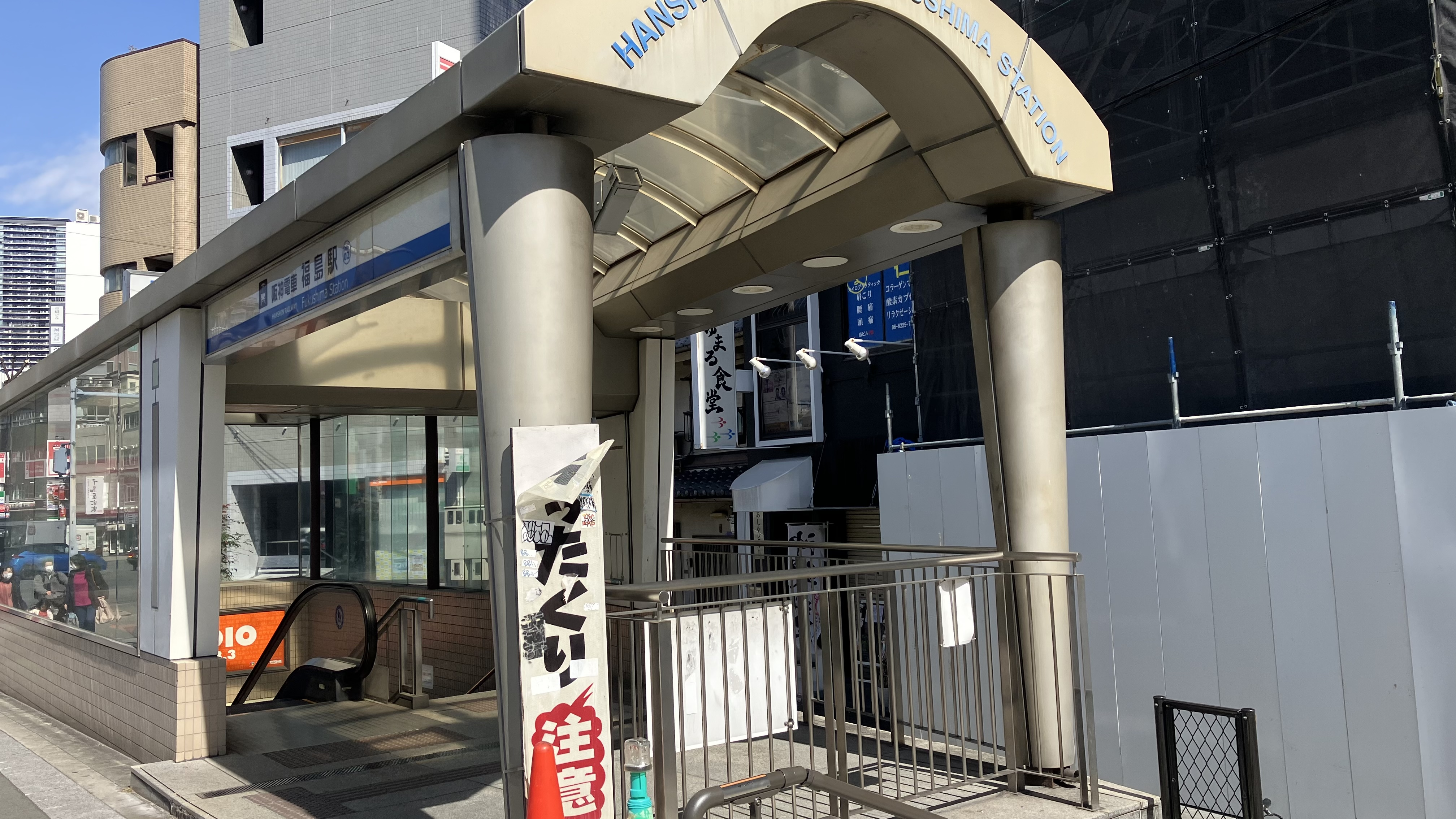
3번 출입구
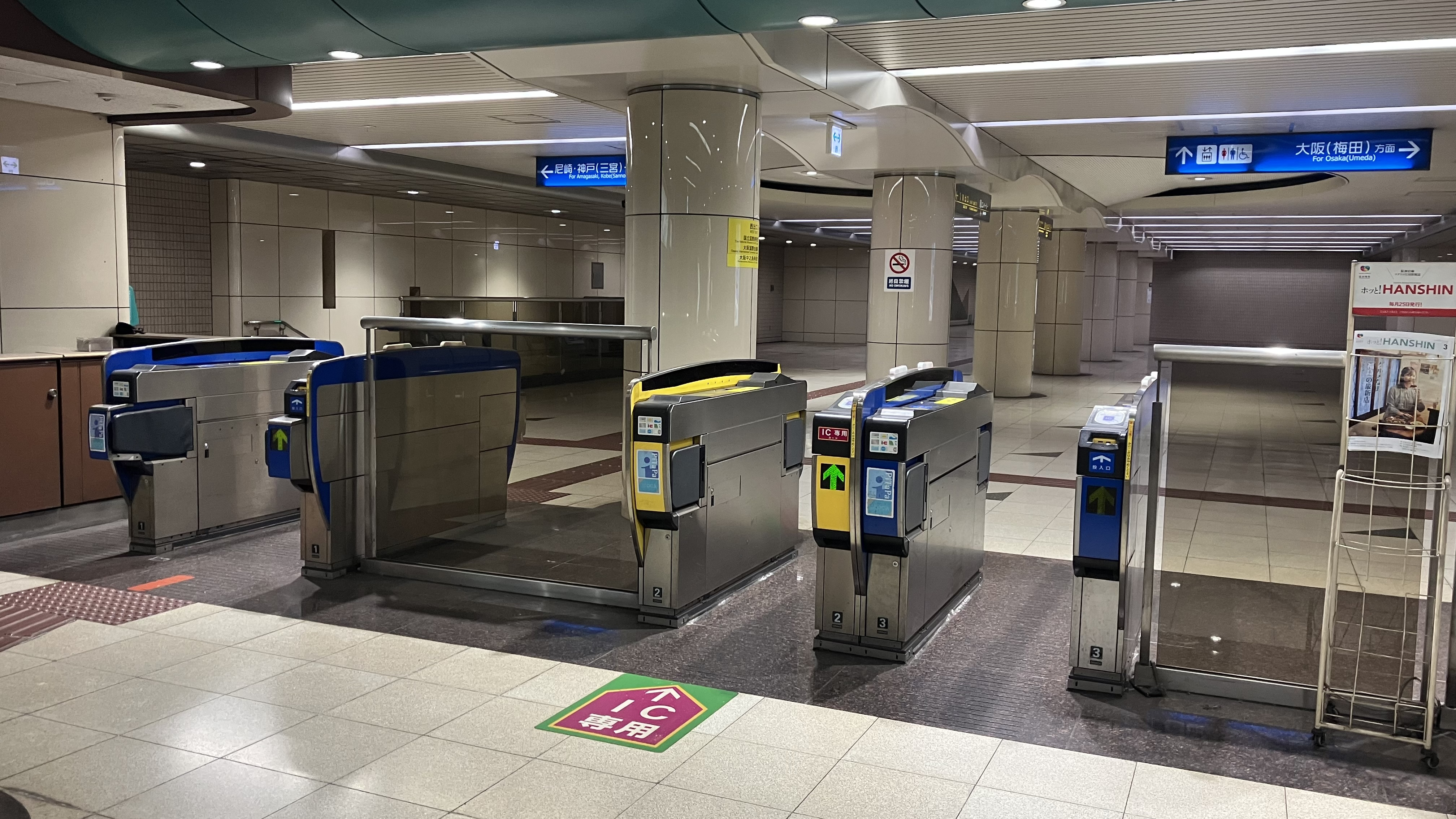
동쪽 개찰구
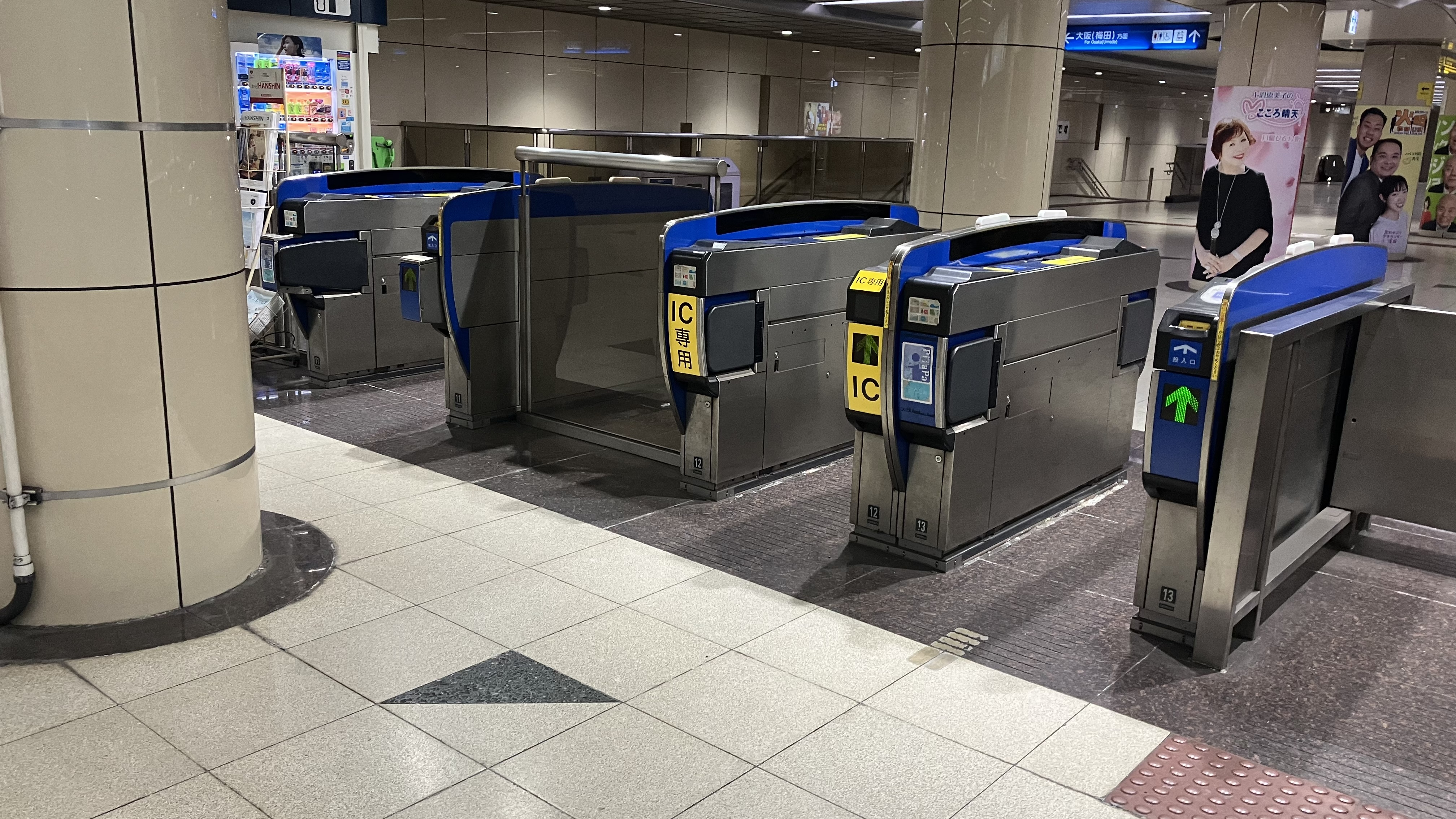
서쪽 개찰구
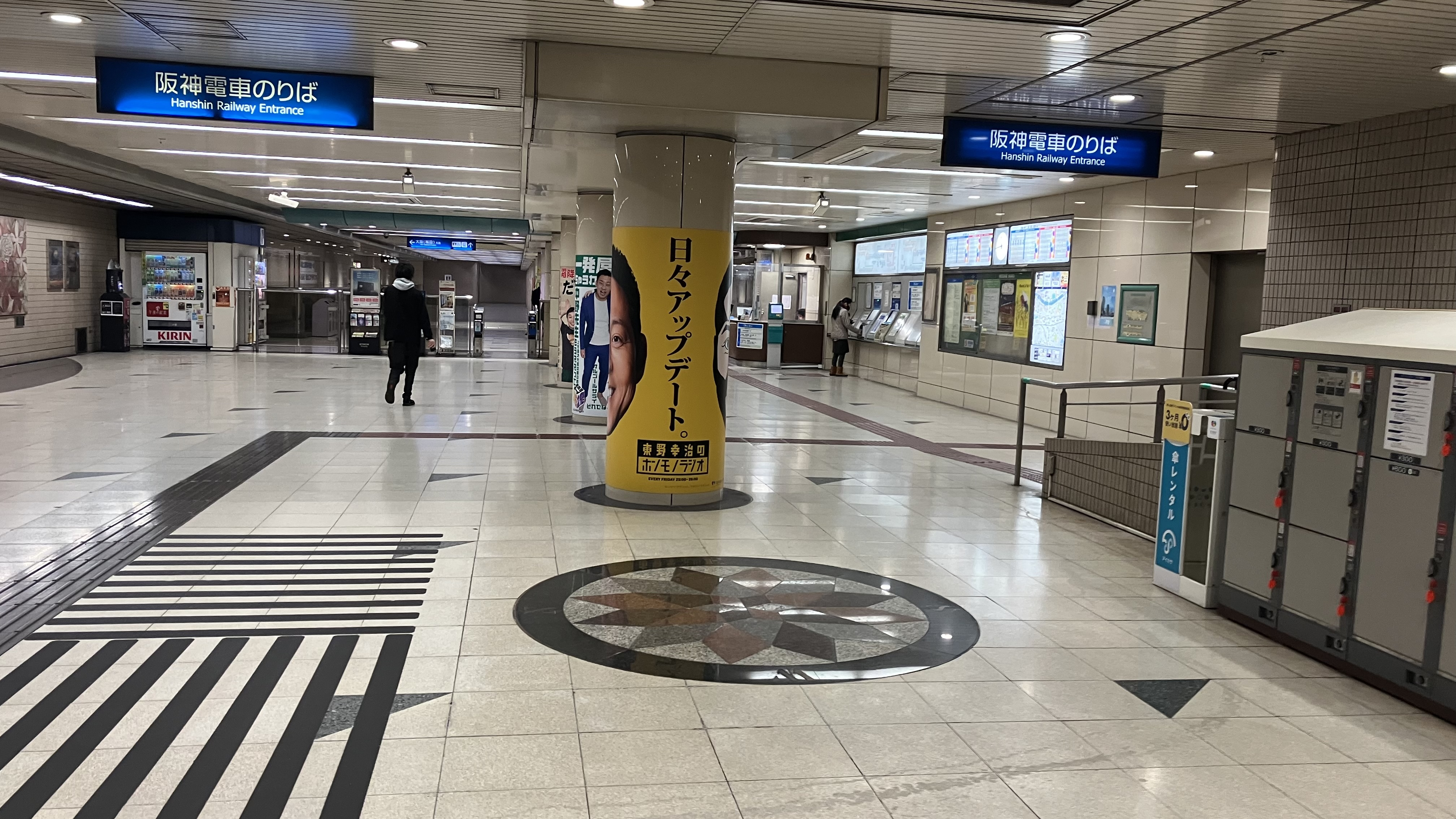
콩코스

## 역 주변
- 후쿠시마텐만구
- 오사카 후쿠시마 역전 우체국
- 오사카 가미후쿠시마 우체국
- 더・심포니 홀
- 호텔 한신
- 러그 더 오사카
- 간사이 장기 회관
- 간사이 전력 병원
- 오사카 나카노시마 합동청사
  - 오사카 고등 검찰청
  - 오사카 지방 검찰청
  - 법무 종합 연구소 오사카 지소
  - 인사원 긴키 사무국
- 호타루마치 후쿠시마 1초메 재개발 지구
  - 아사히 방송 본사
  - 도지마 리버 포럼
  - ABC홀
- 시티 타워 니시우메다
- 마이니치 신문 빌딩

## 역사
- 1905년 4월 12일: 한신 본선의 개통과 동시에 영업 개시.
- 1945년: 전화로 영업 정지.
- 1948년 10월 26일: 영업 재개와 동시에 본 역의 우메다 방향으로 300m 거리에 있던 데이리바시 역 폐지.
- 1993년 9월 5일: 지하역으로 이전하는데, JR 서일본 후쿠시마 역 남쪽에서 국도 제2호선 지하로 이전함.
- 1999년 4월 11일: 급행 정차역으로 승격.
- 2009년 3월 20일: 급행 정차 폐지(동시에 본선 준급도 폐지) 대신 구간급행 정차역이 됨.
- 2014년 4월 1일: 역 번호 도입.

## 인접역
| 한신 전기철도 ■ 본선     | 한신 전기철도 ■ 본선 | 한신 전기철도 ■ 본선     |
| ------------------------ | -------------------- | ------------------------ |
| HS 01 우메다 우메다 방면 | ■ 구간급행 ■ 보통    | 노다 HS 03 신카이치 방면 |